# Лингей
Лингей (англ. Lingeigh), или Лингай (англ. Lingay) — остров в составе Внешних Гебридских островов у северо-западного побережья Шотландии. Один из группы островов Епископа. Находится в южной части архипелага, в пяти километрах к югу от острова Ватерсей. На юго-восточной стороне острова есть пещера. Общая площадь Лингея составляет 27 га (0.27 км2. Остров необитаем. Высшая точка — 83 м.